# Due Carrare
Due Carrare (velenceiül Do Carare) település Olaszországban, Veneto régióban, Padova megyében. Lakosainak száma 9003 fő (2023. január 1.). Due Carrare Battaglia Terme, Cartura, Montegrotto Terme, Pernumia, Maserà di Padova és Abano Terme községekkel határos.

## Népesség
A település lakossága az elmúlt években az alábbi módon változott:
| Lakosok száma | 9049 | 9026 | 9003 |
|               | 2017 | 2018 | 2023 |